# Káto Scholári
Káto Scholári (Kato Scholari) är en ort i Grekland.   Den ligger i prefekturen Nomós Thessaloníkis och regionen Mellersta Makedonien, i den nordöstra delen av landet, 280 km norr om huvudstaden Aten. Káto Scholári ligger 204 meter över havet och antalet invånare är 1 954.
Terrängen runt Káto Scholári är platt åt sydväst, men åt nordost är den kuperad.Runt Káto Scholári är det ganska tätbefolkat, med 78 invånare per kvadratkilometer. Närmaste större samhälle är Kalamaria, 18,3 km norr om Káto Scholári. Trakten runt Káto Scholári består till största delen av jordbruksmark.